# 翼海熊属
翼海熊属（学名：Pteronarctos）是海豹科下的一个属。

## 下属物种
本属包括以下物种：
- 格氏翼海熊 Pteronarctos goedertae Barnes, 1989，格德特翼海熊
- 皮氏翼海熊 Pteronarctos piersoni Barnes, 1990，皮尔逊翼海熊